# 391 (revista)
391 fou una revista d'arts i literatura dadaista, creada per l'artista Francis Picabia, que es va publicar entre 1917 i 1924 a Barcelona, Zuric i Nova York. La revista destacà en el tractament i difusió del dadaisme del qual l'artista francès en va esdevenir un dels més destacats exponents gràcies a la publicació d'aquesta revista.

## Història
391 aparegué per primera vegada el gener de 1917 a Barcelona, publicada per Josep Dalmau i Rafel, fundador de Les Galeries Dalmau, i es va continuar publicant fins al 1924. La revista va ser creada pel dadaista Francis Picabia, que va produir els quatre primers números, que Dalmau va publicar. Per a fer el muntatge de la revista l'ajudava Olga Sacharoff, una emigrada georgiana resident a Barcelona.
El títol de la revista deriva del periòdic de Nova York 291 d'Alfred Stieglitz (a la qual Picabia havia col·laborat), i no tenia cap relació amb el seu contingut. Malgrat la fama de Picabia com a artista, va ser sobretot de contingut literari, amb un ampli to agressiu, possiblement influenciat per Alfred Jarry i Guillaume Apollinaire. Hi va haver contribucions de Marie Laurencin, Man Ray i Marcel Duchamp. No obstant això, el 391 continuava essent essencialment l'expressió de l'inventiu, enèrgic i ric Picabia, que n'afirmava: "Cada pàgina ha d'explotar, sigui per serietat, profunditat, turbulència, nàusees, el nou, l'etern, el disbarat aniquilador, l'entusiasme pels principis o la manera com s'imprimeix l'art ha de ser extremadament antiestètic, inútil i impossible de justificar".
A partir del seu cinquè número, la revista es va publicar a la ciutat de Nova York. El seu vuitè número es va publicar a Zuric. Després la revista es va publicar a París fins al 1924 quan es va distribuir el seu darrer número, el número 19. L'últim número coincideix amb l'aparició del surrealisme, el 1924.
En els 19 números de 391 (publicats entre Barcelona, Nova York, Zúric i París) hi van col·laborar, entre d'altres, Marcel Duchamp, Tristan Tzara, Man Ray, Jean Cocteau, Paul Éluard, Philippe Soupault i Louis Aragon. Cada número contenia poemes, escrits o notes caracteritzats per un to punyent atacant tot i tothom, a l'estil de teòrics avantguardistes com Apollinaire o Jarry. Les seves cobertes eren adornades per Picabia amb il·lustracions meconomòrfiques que guarden analogies sexuals sobretot en els primers números.

## Etapes

### Barcelona
El primer número va aparèixer el gener del 1917 a Barcelona, ciutat de residència d'Olga Sacharoff que va dur a terme la composició de tota la revista. Amb tot just tres mesos 391 va publicar a Barcelona els seus quatre primers exemplars que foren impresos per l'establiment gràfic d'Oliva de Vilanova (que feia tot just dos anys que s'havia establert del Garraf al Barcelonès). A la capital catalana va rebre el suport de Josep Dalmau Rafel un marxant d'art atret per les avantguardes que entre molts d'altres obrí a la seva galeria al mateix Picabia el 1922. A la capital catalana hi trobà l'escalf d'un seguit d'exiliats francesos: Laurencin, Gleize, Gauthier i Cravan. El to relativament suau dels números barcelonins suggereix, segons Richter, diverses col·laboracions d'aquests personatges. Amb tot, el cronista alemany assegura que si Picabia assaonava els seus plats francesos amb pebre espanyol és en bona part perquè l'art de la cuina francesa és vertaderamanet francès només quan combina espècies de totes les nacions.

### Nova York
Els següents tres números es publicaren a Nova York, on l'interès creixent de Picabia per la tipografia comença a impregnar també la revista. Allí Picabia va intentar reunir els autors més innovadors del moment i fidelitzar-los per a la revista. Amb tot, la resposta no fou l'esperada i els números sisè i setè contenien quasi exclusivament textos i dibuixos de l'artista francès.

### Zúric
El febrer de 1918 tornà a Europa. A Lausana Picabia entrarà en contacte amb T. Tzara, precursor del moviment dadà, i la publicació s'alinearà definitivament amb aquest corrent. A més a més, d'aquesta relació en resultarà un canvi de format que s'inicià en el vuitè 391, publicat a Zuirc, i que afecta les dimensions de la revista i a la composició de la coberta que deixarà de comptar amb títol i dibuix per acabar sent tan densa com la resta de pàgines. La tasca a Zúric de Picabia es mostrà en paraules de Richter com el prisma que abordava els marges més obscurs de l'arc de Sant Martí que fou el dadaisme.

### París
A finals de 1919 la revista es trasllada a París i abans d'acabar l'any apareixen dos números més (9 i 10) que continuen aprofundint amb els canvis que la publicació de Zúric apuntava. En el número 11 publicat el mes de febrer de 1920 Walter Serner i André Breton tenen un paper destacat en l'evolució compositiva i tipogràfica de la revista, mentre que Marcel Duchamp és el protagonista de la dotzena publicació apareguda durant el març del mateix any. Duchamp hi presenta L.H.O.O.Q.. una obra que transforma la figura de la Mona Lisa dibuixant-hi damunt bigotis i elements similars. A més a més, aquest número també inclou el Manifest Dadaista. El número 13, del juliol del 1920, és el més succint de tots. La resposta arriba al novembre amb el número 14, el clímax de 391. Aquí trobem una publicació del tot asimètrica i explosiva en què cap de les obres presentades guardava coherència formal amb la resta. El 1921, el número 15 apareix com un suplement il·lustrat de 391 i s'adreça en gran manera a la polèmica, renegant del dadaisme. En els últims quatre números publicats l'any 1924, Picabia mostra el nou interés cap a les possibilitats que ofereix el cinema i també ataca altres corrents, sobretot el surrealisme i en especial A. Breton. L'últim número, el 19, apareix a l'octubre dle 1924 amb l'epígraf del Journal de l'Instantaneïsme on postula la superioritat del dinamisme del cinema enfront de l'estaticitat de l'art burgès. Hans Richter conclou que "391" fou decididament l'aportació més significativa de Picabia a l'art dadà.